# Північноатлантичні глибинні води
Північноатлантична глибинна водна маса (води) (англ. North Atlantic Deep Water, NADW) — глибинна водна маса, що утворилася в Північній Атлантиці. Термогалінна циркуляція світових океанів включає потік теплих поверхневих вод з південної півкулі в Північну Атлантику. Вода, що прямує на північ, змінює температуру, щільність та солоність через випаровування і змішування з іншими водними масами, що призводить до збільшення солоності. Коли ця вода досягає Північної Атлантики (Північно-Атлантична течія), вона охолоджується і занурюється через конвекцію, зниження температури і збільшення солоності, що призводить до збільшення щільності. NADW є відтоком цього товстого глибинного шару, який може бути виявлений його високою солоністю, високим вмістом кисню, поживними мінімумами, високим співвідношенням 14C/12C, та хлорфторвуглероднями (CFC).
CFCs є антропогенними речовинами, що надходять на поверхню океану від газообміну з атмосферою. Цей чіткий склад дозволяє простежити шлях, оскільки він змішується з циркумполярною глибинною водною масою (англ. Circumpolar deep water, CDW), яка в свою чергу заповнює западини Індійського океану і південь Тихого океану. NADW та його утворення є важливими для Атлантичної меридіональної зворотної циркуляції (англ. Atlantic meridional overturning circulation, AMOC), яка відповідає за транспортування великої кількості води, тепла, солі, вуглецю, поживних речовин та інших речовин від Тропічної Атлантики до середніх та високих широт Атлантики.
У моделі конвеєрної стрічки термохалінної циркуляції світових океанів занурення NADW спрямовує води Північно-Атлантичної течії на північ. Також ця модель спрощує фактичний взаємозв'язок між утворенням NADW і швидкістю течії Гольфстриму/Північно-Атлантичної течії.
NADW має температуру 2-4 ° C з солоністю 34.9-35.0 ‰, і знаходиться на глибині від 1500 до 4000 м.

## Утворення та джерела
NADW є комплексом з декількох водних мас, утворених глибокою конвекцією, а також переливом щільної води через Гренландсько-Ісландсько-Шотландський хребет
Водні маси моря Лабрадор (англ. Labrador Sea Water, LSW), що утворюється у Лабрадорському морі, може досягати глибин 2000 м, оскільки більш щільна вода занурюється вниз. Утворення класичної морської води Лабрадору (англ. Classical Labrador Sea Water,CLSW) залежить від попереднього занурення води в Лабрадорському морі у попередньому році, а також від сили Північно-Атлантичної осциляції (англ. North Atlantic Oscillation, NAO).
Під час позитивної фази NAO існують умови для розвитку сильних зимових штормів. Ці шторми перемішують поверхневі води, а вітри збільшують циклонічний потік, що дозволяє більш щільній воді зазнати занурення. В результаті температура, солоність і щільність щорічно змінюються. В окремі роки ці умови не існують, а CLSW не формується. CLSW має характерну потенційну температуру 3 ° C, солоність 34,88 ‰ і щільність 34,66..
Іншою складовою LSW є Поверхнева Лабрадорська морська вода (англ. Upper Labrador Sea Water, ULSW). ULSW формується при щільності, нижчій ніж CLSW, і має максимальний рівень CFC від 1200 до 1500 м у субтропічній Північній Атлантиці. Вири холодної менш соленої ULSW мають схожу щільність з теплішою солоною водою і течуть уздовж DWBC, але зберігають високий рівень CFC. Вири ULSW швидко руйнуються, оскільки вони змішуються з цією теплішою солоною водою..
Нижня водна маса NADW утворюється з переливу через Гренландсько-Ісландсько-Шотландський хребет. Це Ісландсько-Шотландська переливна вода (англ. Iceland-Scotland Overflow Water, ISOW) та переливна вода Данської протоки (англ. Denmark Strait Overflow Water, DSOW). Переливна вода — це поєднання щільної води Північного Льодовитого океану (18 %), модифікованої води Атлантичного океану (32 %) та проміжної води з Північних морів (20 %), стічна та змішана вода інших водних мас (30 %), оскільки вони прямують над Гренландсько-Ісландсько-Шотландським хребтом.
Утворення обох цих вод передбачає перетворення теплих солоних прямуючих на північ поверхневих вод на холодні щільні глибинні води за Гренландсько-Ісландсько-Шотландським хребтом. Потік води з Північно-Атлантичного течії надходить до Північного Льодовитого океану через Норвезьку течію, яка розпадається на течії протоки Фрама і Баренцевого моря. Вода з течії протоки Фрама з часом досягаючи щільності DSOW, занурюється і прямує у напрямку до Данської протоки. Вода, що прямує до Баренцевого моря, живить ISOW.
ISOW прямує до східного сектору Північної Атлантики через Ісландсько-Шотландський хребет через Канал Фарерської банки на глибині 850 м, з деякою часткою води, що протікає по мілководній Ісландсько-Фарерській височині. ISOW має низькі концентрації CFC, і з цих концентрацій було оцінено, що ISOW знаходиться за хребтом протягом 45 років. Вода що прямує на південь у нижній частині каналу, змішується з навколишньою водою сходу Північної Атлантики і тече до західного сектору Північної Атлантики через зону розломів Чарлі-Гібса, захоплюючи LSW. Ця вода менш щільна, ніж (DSOW) і лежить над нею, коли вона протікає циклонічно в басейні Ірмінгера.
DSOW є найхолоднішою, найщільнішою і найпріснішою водною масою NADW. DSOW, утворений за хребтом, прямує Данською протокою, на глибині 600 м. Найбільш значущою водною масою, що створює DSOW, є проміжна вода Арктики (англ. Arctic Intermediate Water, AIW) . Зимове охолодження та конвекція дозволяють AIW зануритися і перетнути Данську протоку. Верхня складова AIW зазнала великий антропогенних вплив через вплив на неї атмосфери. AIW з певною часткою CFC спостерігаються в DSOW на підмурівку гренландського континентального схилу. Це також показало, що DSOW, що прямує 450 км на південь, не було старше 2 років. Залишаючи Гренландське море з 2,5 Sv, його потік збільшується до 10 Sv на південь від Гренландії. Ця холодна і відносно прісна вода, що протікає глибше 3500 м та прямує всередину глибинних атлантичних басейнів.

## Океанічний конвеєр
Тепло, що акумулюється у тропічному поясі, досягає вищих широт разом з масами повітря, нагрітого і вологого (через випаровування) — і масами поверхневих океанічних вод. Великий потік енергії має вода Гольфстриму — приблизно 150 мільйонів м³ води, нагрітої вище 25° С. Цей обсяг в 250 разів перевищує суму об'єму всіх річок, що впадають в Атлантику. Основна частина потоку надходить з Південного океану. Цей великий океанічний «теплоносій» (термохалінна циркуляція), що рухається з середньою швидкістю 3,6 км/год, працює в тісному зв'язку з процесами глобальної атмосферної циркуляції. Це знайшло відображення в явищі північноатлантичних коливань, пов'язаному зі зміною положення і глибиною Азорського антициклону та Ісландського циклону.

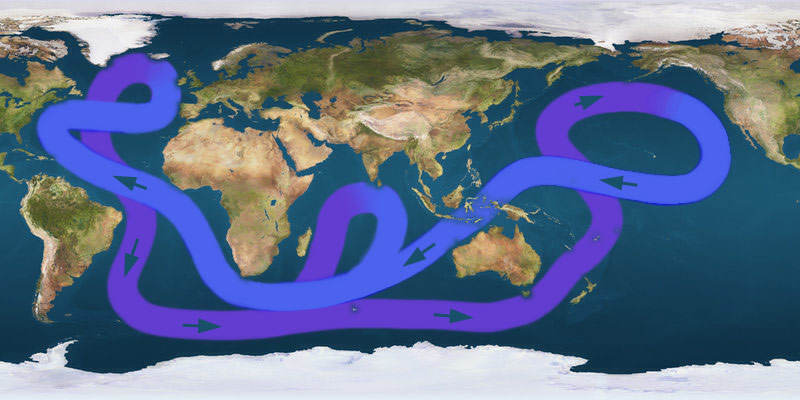
Зони формування NADW є частиною глобального океанічного конвеєра
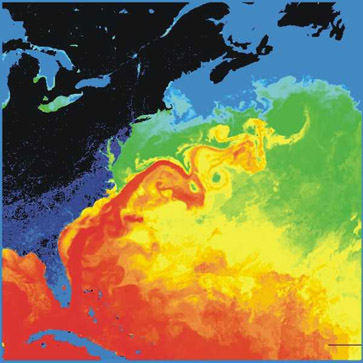
Гольфстрим що прямує на північ охолоджується - нагріває і зволожує повітряні маси, що прямують до Європи.
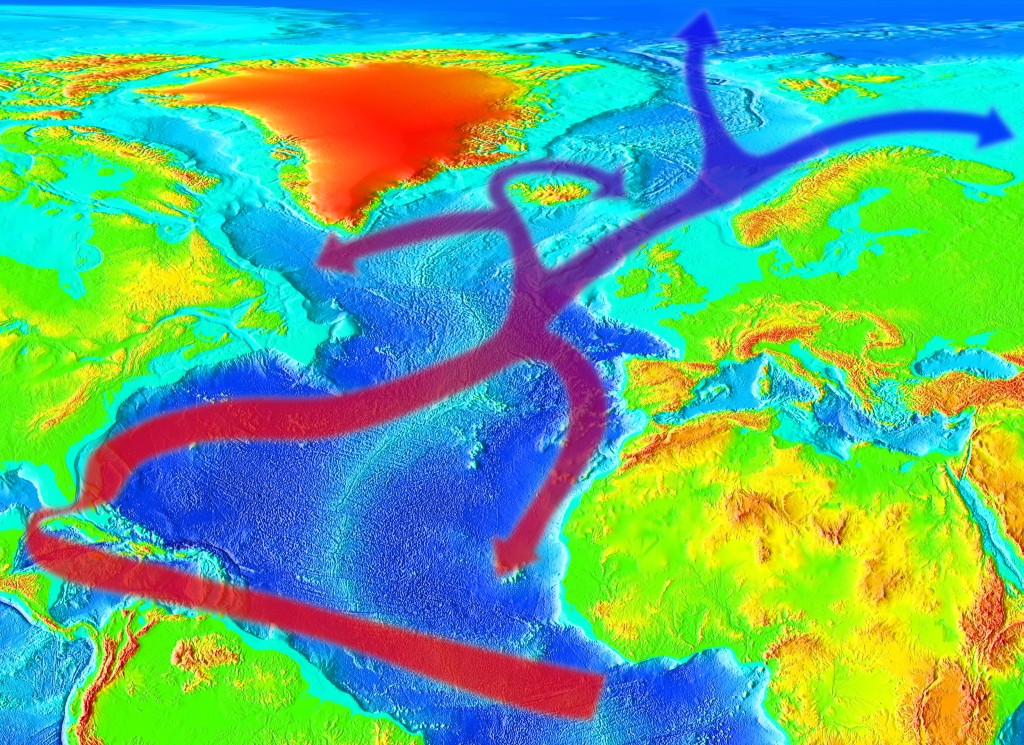
В районі Гренландії та Ісландії течія потрапляє на перешкоду і повертається до Південного океану різними шляхами.

Найбільша кількість тепла виводиться до атмосфери в районі Гренландії, Ісландії та Фарерських островів, де поверхнева течія стикається з підводним бар'єром — хребтом під океаном. У цьому відносно невеликому районі (акваторія за площею, близька до Балтійського моря), вода втрачає близько 25 % тепла, що виділяється в Атлантиці. Кнут Аагаард (Вашингтонський університет) — давній дослідник Арктики назвав ці акваторії «вентиляційними димарями».
Охолоджена поверхнева вода занурюються під арктичний льодовиковий покрив або поверхневий шар води, утворюючи Атлантичну глибинну течію, що прямує до Південного океану. Деяка частина води повертається в Атлантичний океан через Північний Льодовитий океан, Берингову протоку і Тихий океан.

## Опис
Арктичне занурення є основним джерелом глибинних вод Індійського океану і Тихого океану. Арктична проміжна вода має температуру приблизно 2,5-3,5 °С і солоність ≅ 34,5 ‰. Температура глибинної води змінюється в діапазоні від приблизно 1 °C до > 3,5 °C, а солоність ≅ 35 ‰. Ця солоність більша, ніж у найбільш щільних вод на Землі, що стікають до придонної зони з льодовиків Антарктиди, (6-34,7 ‰); Така їх щільність є наслідком низької температури, близької до -2 °С (межа замерзання).
Важкі арктичні води занурившись (занурюються на декілька десятків сантиметрів на секунду), і перетнувши Атлантику, з'єднуються з водою Антарктиди, де утворюють шар між нижніми і проміжними антарктичними водами. Разом вони повільно рухаються океанами, переносячи мінеральні солі у найвіддаленіші райони, поки не потрапляють в умови, що сприяють підйому цих вод до верхніх шарів (Апвелінг). Виносячи ближче до поверхні мінералізований поживний розчин, забезпечують поживними речовинами різноманітні водні організми і сприяють їх бурхливому розвитку. Саме цьому явищу завдячують  своїм багатством прибережні рибальські угіддя Перу. Повернувшись до поверхні в тропічній зоні — знову нагріваються і транспортують тепло до півночі. Молекули води NADW повертаються до Арктики після декількох сотень років.

## NADW та глобальні зміни клімату

### Прогнозування майбутнього
Модель конвеєра, що розробляється з 1980-х років, вперше описана W.S. Broeckera в 1987 році, стала однією з важливих основ для прогнозування змін клімату Землі, наприклад, шляхом математичного моделювання. Льодовиковий покрив Гренландії та Арктики, танучи, вивільняє прісну воду, приплив якої до океану викликає зменшення солоності поверхневих вод та їх щільність. Це уповільнює або й зупиняє занурення — двигун океанського конвеєра. Наслідком потепління може бути гальмування теплопостачання до Арктики та Північної Європи і охолодження цих регіонів (негативний зворотний зв'язок). Достовірність таких прогнозів ще не була однозначно підтверджена.

## Перевірка моделі на основі минулого
Описана циркуляція тепла могла виникнути в океанах Землі тільки в ситуації, коли на обох полюсах утворилися континентальні і морські льодовикові щити. Цьому передували численні події в історії еволюції земної кори (див. Тектоніка плит), напр.
- близько 30-25 мільйонів років тому — відокремлення Південноамериканської плити від Антарктики, тобто відкриття протоки Дрейка (раніше океанська течія навколо дамби — через Середземне море — замінює навколишню течію),
- близько 15-10 мільйонів років тому — занурення суходолу Гренландія-Ісландія-Фарерські острови і надходження абісальної води з Північного Льодовитого океану на південь.
- близько 5-3 мільйонів років тому — закриття Панамського перешийку (що з'єднує Південно- та Північноамериканську плити, посилюючи Гольфстрим).[13]

Четвертинний період (від 2588 млн до сьогодення) — характеризується виникненням періодичних гляціалів та інтергляціалів. Існують гіпотези, що пов'язують перехід між цими періодами з циклічним зупинкою і запуском соляного конвеєра, тобто уповільненням і прискоренням занурення глибинної води Північної Атлантики
Події, чиї причини майже загальноприйняті, включають, наприклад, розширення льодовика за часів пізнього дріасу (10.7-9.19 Кілороків тому). Припускається, що наприкінці заледеніння з льодовикових щитів, що розтанули на Лаврентійській височині та на Скандинавському півострові, до Північної Атлантики надійшов великий об'єм прісної води. Припинення транспортування тепла викликало повторення холодного періоду та тимчасове припинення танення. Ситуація повторювалася принаймні тричі. Найвідоміша подія була викликана швидким скиданням талих водних вод Лаврентійського льодовикового щита через озеро Агассіс (по руйнації крижаної греблі). З використанням різних методів дослідження було встановлено, що протягом короткого часу 9,5 тисяч км³ прісної води (можливо, вздовж долини річки Маккензі) було скинуто в Атлантику і термохалінна циркуляція різко уповільнилася, що призвело до охолодження північної півкулі.